# Meidum

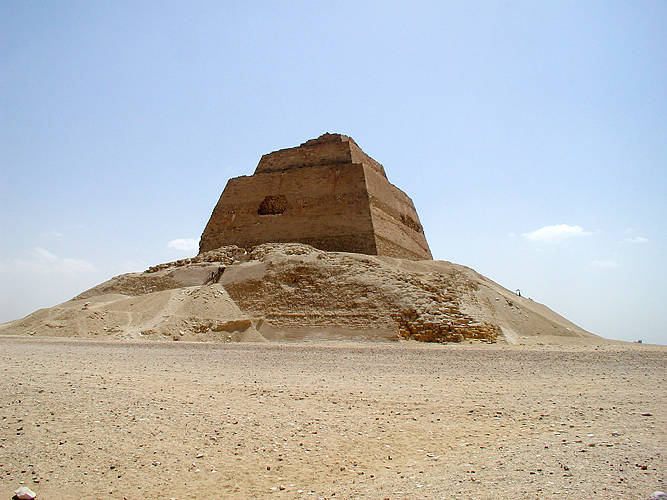
La pirámide de Meidum.

Meidum (en árabe: ميدوم) es una pequeña población situada unos cien kilómetros al sur de El Cairo, y a unos cinco kilómetros al oeste del río Nilo, en Egipto.
En sus proximidades, en la zona desértica, se encuentra un importante yacimiento arqueológico con restos de una monumental pirámide, atribuida a los faraones Huny y Seneferu, y varias grandes mastabas de adobe del Imperio Antiguo.
La pirámide tiene 147 m de lado en la base y una altura de unos 93 m. La mayoría de egiptólogos opinan que pudo ser la primera pirámide clásica erigida en Egipto, aunque ahora tiene un aspecto muy diferente, ya que las paredes exteriores se derrumbaron parcialmente, dejando al descubierto la estructura interior.

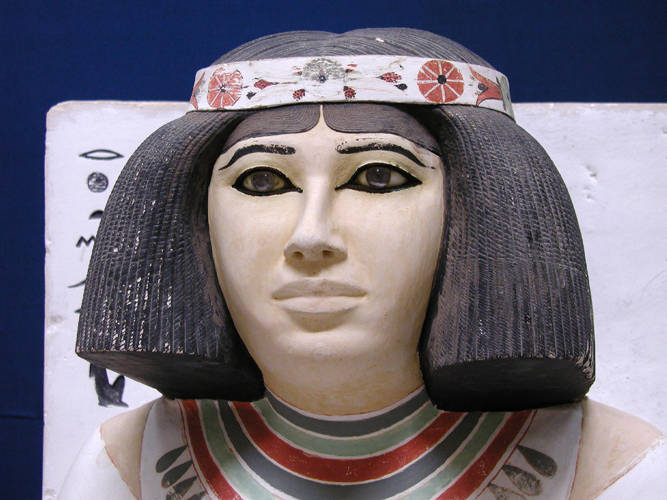
Estatua de Nofret

Destacan las mastabas de Nefermaat y su esposa Atet, del Imperio Antiguo, en donde se encontró la famosa pintura de las ocas de Meidum, y también las esculturas del príncipe Rahotep y Nofret, su esposa.
En la zona se hallan necrópolis con hipogeos datados en el Imperio Antiguo, y algunas tumbas de épocas posteriores, de la dinastía XXII.
La pirámide de Meidum fue excavada por John Shae Perring en 1837, por Lepsius  en 1843 y posteriormente por Auguste Mariette (1871-1872), Gaston Maspero (1881-1882), y estudiada por Flinders Petrie (en 1891 y 1909-10) quien localizó el templo funerario, orientado al este. En 1920, Ludwig Borchardt profundizó en el estudio de la zona, seguido por Alan Rowe en 1929-1930, con posteriores campañas a cargo de Mohsen Mahmud Jalil y posteriormente por Ali el-Kholi en la década de 1970.